# 杜科
杜科是德国梅克伦堡-前波莫瑞州的一个市镇。总面积14.22平方公里，总人口258人，其中男性133人，女性125人（2011年12月31日），人口密度18人/平方公里。